# Cymbopogon pruinosus
Cymbopogon pruinosus är en gräsart som först beskrevs av Christian Gottfried Daniel Nees von Esenbeck och Ernst Gottlieb von Steudel, och fick sitt nu gällande namn av Emilio Chiovenda. Cymbopogon pruinosus ingår i släktet Cymbopogon, och familjen gräs. Inga underarter finns listade i Catalogue of Life.